# Clutha District
Der Clutha District ist eine zur Region Otago gehörende Verwaltungseinheit in Neuseeland. Der Rat des Distrikts, Clutha District Council (Distriktrat) genannt, hat seinen Sitz in der Stadt Balclutha, ebenso wie die Verwaltung des Distrikts.

## Geographie

### Geographische Lage
Der Clutha District verfügt über eine reine Landfläche von 6335 km² und ist damit der kleinste Distrikt der Region Otago. Zum Census im Jahr 2013 zählte der Distrikt 16.890 Einwohner und brachte es damit auf eine Bevölkerungsdichte von 2,7 Einwohner pro km².
Der Clutha District ist der südlichste Distrikt der Region Otago. Im Westen grenzt der Distrikt an den Southland District und Gore District an, die beide zur Region Southland gehören. Im Norden bilden der Central Otago District und das Stadtgebiet von Dunedin City die Grenze und im Süden bis Osten tut dies die Küstenlinie zum Pazifischen Ozean.
Landschaftlich bestimmend ist im Clutha District die Ebene des Clutha River/Mata-Au, der der größte Fluss im Distrikt ist und ihn von Norden kommen in der Mitte durchquert. Im Nordwesten liegen die bis zu 1019 m hohen Blue Mountains und im Süden bestimmt ein Teil der Catlins, eine Mittelgebirgslandschaft, die bis zur Küste reicht, die Landschaft.
Die größte Stadt des Distrikts ist Balclutha mit rund 3900 Einwohnern, gefolgt von Milton mit etwas über 1900 Einwohnern. Alle anderen Orte liegen unterhalb von 1000 Einwohnern.

### Klima
Das Klima des Distrikts ähnelt dem des Central Otago Districts, mit Ausnahme den südwestlichen Bereich. Die Sommer sind in der Regel trocken und warm, die Winter feuchter und kalt. Die Tagestemperaturen liegen im Sommer zumeist zwischen 18 °C und 20 °C. Die Winter hingegen sind im nördlichen Teil kalt und bringen Minustemperaturen im einstelligen Bereich, im südlichen Teil milder zwischen 0 °C und 3 °C. Die durchschnittliche jährliche Sonnenscheindauer liegt zwischen 1550 und 1750 Stunden je nach Lage. Bis auf die Region der Catlins, in der Niederschläge zwischen 1000 und 1500 mm pro Jahr zu erwarten sind, kommen der mittlere und nördliche Teil des Distrikts lediglich auf Mengen zwischen 400 und 600 mm.

## Bevölkerung

### Bevölkerungsentwicklung
Von den 16.890 Einwohnern des Distrikts waren 2013 1605 Einwohner Māori-stämmig (9,5 %). Damit lebten 0,3 % der Māori-Bevölkerung des Landes im Clutha District. Das durchschnittliche Einkommen in der Bevölkerung lag 2013 bei 29.900 NZ$ gegenüber 28.500 NZ$ im Landesdurchschnitt.

### Herkunft und Sprachen
Die Frage nach der Zugehörigkeit einer ethnischen Gruppe beantworteten in der Volkszählung 2013 91,1 % mit Europäer zu sein, 10,0 % gaben an, Māori-Wurzeln zu haben, 1,2 % kamen von den Inseln des pazifischen Raums und 2,0 % stammten aus Asien (Mehrfachnennungen waren möglich). 9,0 % der Bevölkerung gab an in Übersee geboren zu sein. 1,8 % der Bevölkerung sprachen Māori als zweithäufigste Sprache nach Englisch, unter den Māori 12,9 %.

## Politik

### Verwaltung
Der Clutha District ist noch einmal in acht Wards unterteilt, dem Balclutha Ward mit vier Councillors (Ratsmitglieder), dem Bruce Ward mir drei, dem West Otago Ward mit zwei und dem Catlins Ward, dem Clinton Ward, dem Clutha Valley Ward, dem Kaitangata-Matau Ward und dem Lawrence-Tuapeka Ward mit je einem Councillor. Die vierzehn Councillors bilden zusammen mit dem Mayor (Bürgermeister) den Distrikt Council (Distriktrat) und werden alle drei Jahre neu gewählt.

## Wirtschaft
Der Distrikt hatte im Jahr 2012 rund 3002 Unternehmen zu verzeichnen, die im selben Bemessungszeitraum ein Gross Domestic Product (GDP) (Bruttoinlandsprodukt) von 932 Mrd. NZ$ erwirtschafteten, was einen Zuwachs von 2,8 % gegenüber dem Vorjahr ausmachte. Der primäre Wirtschaftssektor hatte mit 336 Mio. NZ$ daran einen Anteil von 40,8 % und stellt damit den ökonomisch stärksten und wichtigsten Bereich dar. Auf Platz zwei folgte das produzierende Gewerbe mit 220 Mio. NZ$ und 26,7 % Anteil.

## Infrastruktur

### Straßenverkehr
Verkehrstechnisch angeschlossen ist der Distrikt durch den New Zealand State Highway 1, der von Westen von Invercargill und Gore kommend, den Distrikt und Balclutha durchquert und weiter nordöstlich mit Dunedin verbindet. Der State Highway 8 hingegen verbindet den Distrikt mit den nördlichen Teilen der Region Otago. Die State Highways 90 und 93 stellen lediglich Querverbindungen her.

### Schienenverkehr
Im Südosten des Distrikts, entlang der Küste, verläuft die Eisenbahnlinie des South Island Main Trunk Railway, der Balclutha mit Invergarcill und Dunedin und den nördlichen Landesteilen der Südinsel verbindet. Auf dieser Eisenbahnstrecke werden aber lediglich Güter transportiert.